# 斯蒂爾瓦

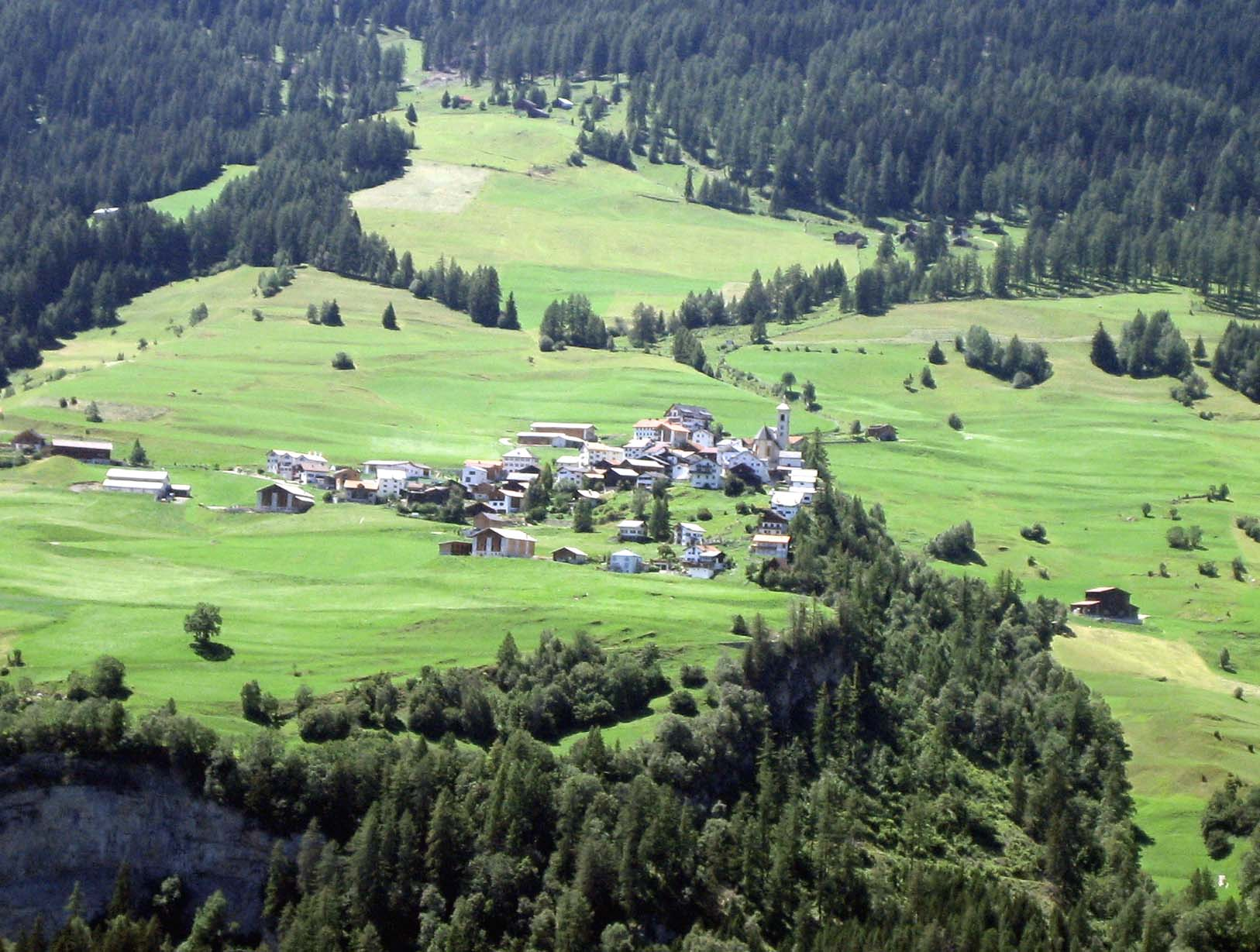

斯蒂爾瓦是瑞士的城鎮，位於該國東部，由格勞賓登州負責管轄，面積10.56平方公里，海拔高度1,375米，2011年人口132，人口密度每平方公里13人。

## 外部連結
- Official website （页面存档备份，存于） （德文）